# Schwedische Eishockeymeisterschaft 1933
Die Saison 1933 war die zwölfte Austragung der schwedischen Eishockeymeisterschaft. Meister wurde zum insgesamt zweiten Mal in der Vereinsgeschichte Hammarby IF.

## Meisterschaft

### Erste Runde
- BK Nordia – Liljanshofs IF 2:1
- Nacka SK – UoIF Matteuspojkarna 2:1
- Reymersholms IK – Södertälje IF 3:1
- Karlbergs BK – Tranebergs IF 7:3
- Stockholms IF – IFK Mariefred 6:1

### Zweite Runde
- Karlbergs BK – Reymersholms IK 2:1
- Djurgårdens IF – Nacka SK 1:0
- Stockholms IF – BK Nordia 0:0/1:0

### Viertelfinale
- Hammarby IF – Stockholms IF 7:1
- IK Hermes – Södertälje SK 1:1/1:2
- AIK Solna – Karlbergs BK 1:0
- IK Göta – Djurgårdens IF 2:1

### Halbfinale
- Hammarby IF – Södertälje SK 5:0
- AIK Solna – IK Göta 0:1

### Finale
- Hammarby IF – IK Göta 3:1